# Aetosaurus
Етозавр (Aetosaurus) — викопний рід етозаврів. Відомо три види, серед яких A. ferratus є типовим видом, знайдено в Німеччині та Італії.